# Gordiichthys
Gordiichthys är ett släkte av fiskar. Gordiichthys ingår i familjen Ophichthidae.
Kladogram enligt Catalogue of Life:
| Gordiichthys | \| \| Gordiichthys combibus \| \| \| \| \| \| Gordiichthys ergodes \| \| \| \| \| \| Gordiichthys irretitus \| \| \| \| \| \| Gordiichthys leibyi \| \| \| \| \| \| Gordiichthys randalli \| \| \| \| |
|              | \| \| Gordiichthys combibus \| \| \| \| \| \| Gordiichthys ergodes \| \| \| \| \| \| Gordiichthys irretitus \| \| \| \| \| \| Gordiichthys leibyi \| \| \| \| \| \| Gordiichthys randalli \| \| \| \| |
|              | Gordiichthys combibus |
|              | |
|              | Gordiichthys ergodes |
|              | |
|              | Gordiichthys irretitus |
|              | |
|              | Gordiichthys leibyi |
|              | |
|              | Gordiichthys randalli |
|              | |